# Berthold Rose
Berthold Rose (* 4. Dezember 1904 in Berlin; † 6. Juni 1965) war ein Politiker (DBD) der DDR und von 1950 bis 1963 Abgeordneter der Volkskammer.

## Leben
Der Sohn eines Postboten besuchte die Volksschule in Berlin und arbeitete 1920 bis 1924 in der Landwirtschaft. Anschließend besuchte er die landwirtschaftliche Fachschule Luisenhof bei Oranienburg. 1925 trat er als Arbeiter den Freien Deutschen Gewerkschaften bei und wurde Gewerkschaftsfunktionär. Von 1925 bis 1940 war er als Wirtschaftsgehilfe, Arbeiter, Angestellter und auch als Postbote tätig.
1940 wurde er zum Kriegsdienst in die Wehrmacht eingezogen (schwere Flakabteilung 222 / VIII. Flak-Division).[8]  Unter Leitung von Hans Schnitzler erfolgt der Aufbau einer Widerstandsgruppe innerhalb der Wehrmacht. Am 15. August 1943 wird seine Einheit der 11. Flak-Division (Flakgruppe Auschwitz) unterstellt (schwere Flakabteilung 903 insgesamt 7 Batterien darunter seine Einheit ZbV 10721) Standort Wilkowitz in unmittelbarer Nähe der KZ Auschwitz III Monowitz und des KZ Auschwitz-Birkenau. Die Widerstandsgruppe ist Ende 1944 82 Mann stark (10 deutsche Flakangehörige und 72 russische Kriegsgefangene). Die Widerstandsgruppe hat Schlüsselstellungen in der Großbatterie inne (Batteriechef Oberleutnant Oetter, vorgeschobener Beobachter vB Hans Schnitzler, E-Messer Erich Flitsch, Funkmeßunteroffizier Schulz und Fahrer v.B Berthold Rose) und ist kampfbereit. Es besteht Kontakt zum polnischen Widerstand.
Es bestand der Plan, bei Annäherung russischer Truppen einen Massenausbruch von Häftlingen im KZ Auschwitz III Monowitz zu ermöglichen. Hierzu sollten mit 24 Geschützen Kaliber 8,8 ca. 1000 Granaten auf die SS-Baracken und ausgewählte Wachtürme gefeuert werden. Des Weiteren sollte eine große Bresche in die Lagerumzäunung geschossen werden. Der Plan kam nicht zur Ausführung, da die Lagerhäftlinge zu jener Zeit zunehmend ins Reichsinnere evakuiert wurden. Die Todesmärsche konnten aus der Stellung deutlich beobachtet werden. Auch lehnte die polnische Seite eine Befreiungsaktion im Lager KZ Auschwitz-Birkenau durch Direktbeschuss ab, weil offenbar die Bereitschaft, jüdischen Häftlingen zu helfen, nicht vorhanden war.
Als die lange erwartete russische Offensive am 12. Januar 1945 begann, wurde die Widerstandsgruppe aktiv. Der Befehl des Kommandeurs „Major Engel“ Sperrfeuer vor den russischen Angriff zu legen und anschließend die Geschütze zu zerstören wurde umgangen.
Am 26. Januar lenkte Hans Schnitzler als vorgeschobener Beobachter das Feuer von 24 Flakgeschützen des Kalibers 8,8 insgesamt 4500 Granaten mit hoch gezogenem Zünder auf eigene Truppen, im Raum Neu Berun.
Am 10. Mai 1945 geriet er in sowjetische Kriegsgefangenschaft. Gemeinsam mit Hans Schnitzler besuchte er die Zentralen Antifaschulen 2040 und 2041.
Nach seiner Entlassung wurde er am 1. Februar 1949 Mitglied der Demokratischen Bauernpartei Deutschlands und Leiter der Abteilung Organisation beim Zonenvorstand des DBD.
1950 wurde er Mitglied der Volkskammer und führte dort die DBD-Fraktion. In der Volkskammer war er Mitglied des ständigen Ausschusses, des Wirtschaftsausschusses und des Ausschusses für auswärtige Beziehungen. Seit 1950 gehörte er dem Nationalrat der Nationalen Front an. 1951 wurde er Generalsekretär des DBD. 1955 bis 1958 war er Mitglied des Zentralvorstandes der Gesellschaft für Deutsch-Sowjetische Freundschaft. 1963 wurde er Opfer einer Intrige im Parteivorstand der DBD und von allen Funktionen entbunden und war zuletzt Direktor eines DEFA-Betriebes in Berlin-Johannisthal.
Berthold Rose wurde 1954 mit der Ehrennadel der Gesellschaft für Deutsch-Sowjetische Freundschaft, am 6. Mai 1955 mit dem Vaterländischen Verdienstorden in Silber, 1957 mit dem Orden der Arbeit der Demokratischen Republik Vietnam und 1959 mit der Ernst-Moritz-Arndt-Medaille ausgezeichnet.